# Île Isabel (Mexique)
Pour les articles homonymes, voir Île Isabel.
L'île Isabel est une île de l'océan Pacifique, située sur le territoire de la municipalité de Santiago Ixcuintla (es) au Nayarit. 
Cette île a été reconnue site Ramsar le 27 novembre 2003. 

## Histoire
Le capitaine Abel Aubert Dupetit-Thouars a accosté sur l'île en 1836.
Par arrêté fédéral publié dans du Diario Oficial de la Federación  l'île a été déclarée comme parc national le 8 décembre 1980 et est administrée par l'université nationale autonome du Mexique et l'Institut national d'Écologie.

## Géographie

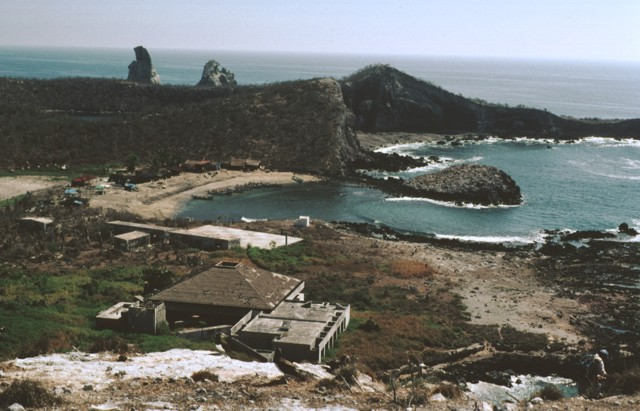
Île Isabel, Nayarit.

L'île est d'origine volcanique, avec une altitude maximale de 140 mètres. Elle est localisée à 70 km de San Blas au Nayarit. Elle a une surface de 1,94 km2

## Démographie
Elle est occupée de manière temporaire par des chercheurs, des pêcheurs et des touristes. Elle héberge une localité dénommée Campamento Isla Isabel.

## Faune
Les eaux entourant l'île abritent 24 espèces de requins et de raies, 3 espèces de tortues marines, mais aussi des mammifères : Otarie de Californie (Zalophus californianus), Baleine à bosse, Orque...
L'île abrite des colonies d'oiseaux marins : Frégate superbe, Fou à pieds bleus, Fou brun, Sterne fuligineuse (Sterna fuscata)...